# Вандали
Вандалите (на латински: Vandili) са съюз на източногермански племена, който влиза в състава на Римската империя през V век и създава в Северна Африка държава със столица Картаген. Подразделяли се на две – силинги и хасдинги (или асдинги).

## История
Допуска се, че вандалите са живели първоначално в Скандинавия (Норвегия, Швеция, Дания). Към II – I век пр.н.е. те се преселили на юг, по Балтийското крайбрежие и на изток от река Висла, а към III век стигнали до Дунав. Заедно с други племена нападали римски владения. Претърпели поражение и попаднали под зависимостта на Рим. През 335 г. получили позволение от римския император Константин да се заселят в провинция Панония (съвр. Унгария, Словакия, Австрия) като федерати. В началото на V в., заедно с аланите нахлуват в Галия, а през 409 г. заемат западната и южна част от Испания. Силингите живеели в Андалусия, а асдингите в Източна Галисия.
Вандалите били робовладелци, издържащи се чрез средствата на войната. През 429 г. наместникът на Африка Бонифаций вдигнал бунт срещу император Валентиниан III и поканил вандалите за съюзници, но те превземат римската провинция и основават свое кралство. През 432 г. вандалският крал Гейзерик сключил нов мир с Рим. В резултат на преговорите алани и вандали останали като федерати на империята. Били им предоставени Проконсулска Африка и провинциите Нумидия и Мавретания. Обстоятелството, че Картаген не влиза в посочените земи, довело до влошаване на обстоятелствата. Крал Гейзерих завладял Картаген, както и Проконсулска Африка и Бизацена. Формирано било кралство със столица Картаген. Оттам те извършвали набези по островите (Балеарските острови, Сардиния и Корсика) и брега на Западното Средиземноморие, но археологически изследвания показват, че в Африка вандалите са живели мирно с местното население и са възприели римската култура. Устройството на кралството на вандалите в Африка било изградено по модела на Римската империя.
През 455 г. римският император Валентиниан III е убит по заповед на Петроний Максим, който заема трона. Според Гейзерих това обезсилва мирния договор, сключен с Валентниан през 442 г., и малко по-късно той прехвърля войските си в Италия и тръгва към Рим. Той се споразумява с папа Лъв I да не разрушава града и да не избива жителите му, след което вандалските войски влизат в Рим без съпротива. Петроний Максим е убит от тълпа римляни край града. Гейзерих спазва споразумението с папата и вандалите не причиняват съществени разрушения в Рим, но заграбват значително количество ценности. Гейзерих отвежда със себе си вдовицата на Валентиниан Лициния Евдоксия и нейните дъщери, както и много знатни римляни, за които по-късно е искан откуп. Една от дъщерите на Валентиниан, Евдокия, става съпруга на Хунерик, наследника на Гейзерих.
Вандалите били ариани, а католическото духовенство било подложено на преследване. Това е една от причините за постоянните нападки на други държави, поддържани от папата в Рим и патриарсите в Константинопол и Александрия.
През 533 г. армията на вандалите била разбита от византийския пълководец Велизарий и така кралството на вандалите престанало да съществува.

## Крале
1. Годигизел (до 407)
2. Гундерик (407 – 428)
3. Гейзерик (428 – 477)
4. Хунерик (477 – 484)
5. Гунтамунд (484 – 496)
6. Тразамунд (496 – 523)
7. Хилдерик (523 – 530)
8. Гелимер (530 – 534)

## Вандалски език
Малко е известно за вандалския език, който е от източногерманското езиково семейство и е близък до готския. Някои следи се виждат от андалуския диалект, част от южната група на испанските диалекти.

## Вандали и вандализъм
Въпреки че вандалите се споразумяват с папа Лъв I и се отнасят относително хуманно с жителите на Рим след превземането на града през 455 г., те заграбват значителна собственост, с което си навличат ненавистта на римляните. По тази причина името им става нарицателно за самоцелно разрушение – вандализъм.